# Моклеков
Моклеков — древнерусский город в Галицко-Волынском княжестве, упомянутый в Ипатьевской летописи под 1211 годом в связи с походом польского короля Лешека Белого и князя Даниила Романовича на Галич. Располагался на левом берегу реки Серет близ бывшего хутора Мокляки на окраине села Белая Чертковского района Тернопольской области.
Древнерусский археологический комплекс XII—XIII веков составляют четыре городища и некрополь. Детинец Моклекова находился в урочище Батурова гора, к которому с запада примыкает городище Монастыриска с курганным некрополем. Два других городища расположены на левом берегу ручья Пориево в урочище «Контурова гора» и «Чёрная».
В 1993 году комплекс был изучен археологической экспедицией Тернопольского областного краеведческого музея под руководством археолога Олега Гаврилюка и с участием Владимира Добрянского. Были обнаружены изделия из бронзы, обломки стеклянных браслетов и фрагменты керамики. Находки помогли окончательно решить вопрос локализации летописного города.

## Література
- Гаврилюк О. Моклєковъ //  Тернопільський енциклопедичний словник : у 4 т. / редкол.: Г. Яворський та ін. — Тернопіль : Видавничо-поліграфічний комбінат «Збруч», 2005. — Т. 2 : К — О.— С. 546-547.. — ISBN 966-528-199-2.
- Уніят В. Біла / Моклеков (Мокляки) // Тернопільщина. Історія міст і сіл: у 3 т. — Тернопіль: ТзОВ «Терно-граф», 2014. — T. 3: М — Ш. — С. 453. — ISBN 978-966-457-246-7.
- Миська Р. До питання локалізації літописного Моклекова (укр.) // Матеріали і дослідження з археології Прикарпаття і Волині. — Львів, 2009. — Вип. 13. — С. 255—262.
- Ягодинська М. О. Моклеків та Биковен // Давньоруські пам’ятки Західного Поділля у Х—ХІІІ століттях (укр.). — Тернопіль: ТОВ «Терно-граф», 2018. — С. 45—48.
- Добрянський В. Чи знаходився літописний Моклеков поблизу с. Біла на Чортківщині: лінгвістично-етимологічний та топонімічний аспект дослідження (укр.) // Per aspera ad astra: до 100-літнього ювілею відомого археолога Бориса Тимощука. — Чернівці, 2019. — С. 44—48.
- Kamińska M. Grody południowo-zachodniej Rusi w okresie od 1240 do 1340 r. w świetle źródeł archeologicznych i historycznych : praca doktorska (пол.). — Kraków: Instytut Archeologii Uniwersytetu Jagiellońskiego, 2020. — S. 1016—1019.